# Henry Bataille
Henry Felix Achille Bataille (Nîmes, 4 aprile 1872 – Parigi, 2 marzo 1922) è stato uno scrittore, poeta e pittore francese.

## Biografia

Ritratto di Félix Vallotton

Di una famiglia borghese, suo padre svolse l'attività di magistrato alla Corte d'appello di Parigi.
Perse sia il padre sia la madre quando era ancora in giovane età.
Frequentò la Scuola di Belle Arti per studiare pittura, ma contemporaneamente si occupò di letteratura e scrisse precocemente poemi e lavori teatrali. 
I suoi primissimi lavori furono le raccolte liriche La chambre blanche e Le beau voyage, mentre nel 1894 il suo primo progetto teatrale rappresentato fu La belle au bois dormant, una sorta di féerie in versi adattata ad un accompagnamento musicale e caratterizzata da elementi simbolisti.
Con la sua seconda opera teatrale, La Lépreuse, ottenne un tale successo da indurlo a proseguire con questa attività.
Sia per quanto riguarda la lirica sia per la prosa, Bataille ritagliò personaggi umani e simbolici tanto appassionati di amore quanto irrimediabilmente delusi.
Tra i suoi lavori teatrali si ricordano Maman Colibri (1904), la prima di una serie di opere spregiudicate, nella quale una donna di una certa età si innamora del giovane figlio di un amico; La marche nuptiale (1905), in cui una donna dell'alta società si innamora di un semplice e giovane insegnante di musica; La femme nue (1908), dove un pittore di scarsa qualità coglie il successo grazie al ritratto della modella divenuta sua moglie; La Vierge folle (1910), ossia una relazione fra una giovane donna ed un uomo maturo; Homme à la rose (1920), una ennesima variazione sul tema di Don Giovanni.
Bataille si mise in evidenza anche come teorico delle motivazioni subconsce, oltre che per una dura critica della morale borghese del suo tempo e per una precisa descrizione delle aspirazioni contemporanee.
In Italia, prima ancora che in Francia, negli anni del muto le sue rappresentazioni sono spesso oggetto di trasposizione cinematografiche per opera di Carmine Gallone, ma anche di Emilio Ghione e altri. Anche se non accreditato collabora alla sceneggiatura di Resurrezione di Mario Caserini, un film del 1917 tratto dalla novella di Lev Tolstoy. Sono gli anni di maggior fortuna del cinema italiano delle origini e che vedono nascere la figura della femme fatale e con essa delle maggiori dive, a cui ben si adattano le sue storie. Il primo film francese è invece del 1923 in coproduzione con il Regno Unito, un anno dopo la sua morte. 
Ebbe una notevole influenza su drammaturghi successivi, quali Jean-Jacques Bernard e la sua "scuola del silenzio". Alcune sue opere furono adattate per lo schermo.

## Lavori
- La Belle au bois dormant, 1894.
- La Chambre blanche (poema), 1895.
- La Lépreuse, 1896.
- L'Enchantement, 1900.
- Maman Colibri, 1904.
- La Marche nupitale, 1905.
- Poliche, 1907.
- La Femme nue, 1908.
- Le Scandale, 1909.
- La Vierge folle, 1910.
- Le Phalène, 1913
- L'Amazone, 1916.
- La divine tragédie (poema), 1917.
- L'Animateur, 1920.
- Tendresse, 1921.
- La Chair humaine, 1922.
- Manon, fille galante, 1924 (rappresentazione postuma).

## Filmografia
- La marcia nuziale, regia di Carmine Gallone, con Lyda Borelli (1915)
- La falena, regia di Carmine Gallone, con Lyda Borelli (1916)
- L'enfant de l'amour, regia di Emilio Ghione, con Alda Borelli (1916)
- Maman Colibrì, regia di Alfredo De Antoni, con Tilde Teldi (1918)
- Incantesimo, regia di Ugo Gracci (1919)
- La maschera, regia di Ivo Illuminati (1921)
- La donna nuda, regia di Roberto Roberti, con Francesca Bertini (1922)
- The Scandal, regia di Arthur Rooke (titolo francese Le scandale) (1923)
- La Femme nue, regia di Léonce Perret (1926)
- Maman Colibri, di Julien Duvivier (1929)
- La Possession, regia di Léonce Perret (1929)
- La vierge folle regia di Henri Diamant-Berger (1938) (titolo italiano La vergine folle)
- Druga mlodosc, regia di Michal Waszynski (1938)
- La Femme nue, regia di André Berthomieu (1949) (titolo italiano La donna nuda)